# ایهور ویتیف
ایهور ویتیف (انگلیسی: Ihor Vitiv؛ زادهٔ ۱ آوریل ۱۹۸۴) بازیکن فوتبال اهل اوکراین است.